# قياس درجة الحرارة

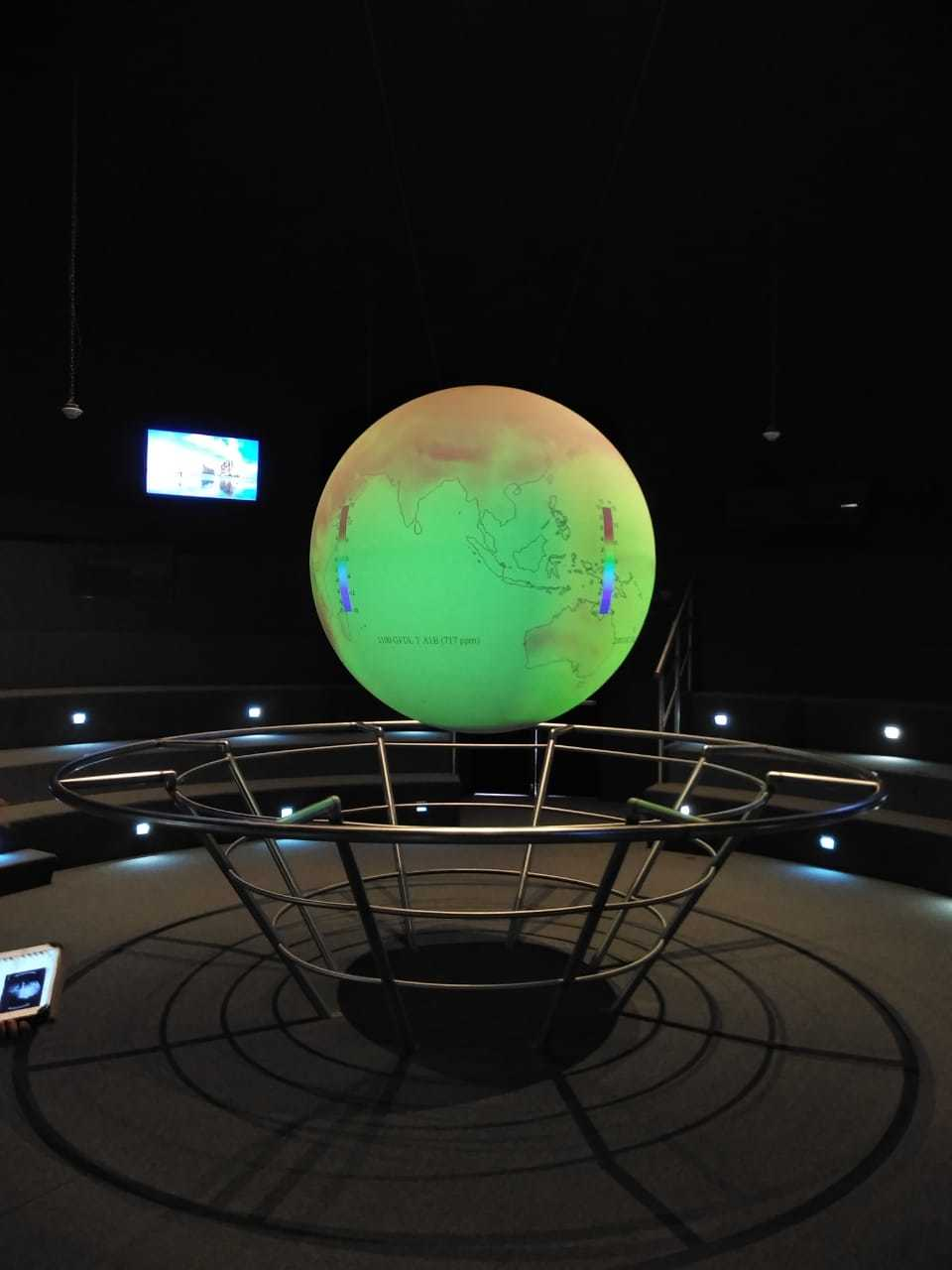
شاشة دائرية تعرض درجات الحرارة العالمية التابعة للبيت الأرضي لمتحف "ديسكوفر" في أغواسكاليينتس

قياس درجة الحرارة أو القياس الحراري، يصف عملية قياس درجة الحرارة الموضعية الحالية للتقييم الفوري أو اللاحق. يمكن استخدام مجموعات البيانات التي تتكون من قياسات موحدة متكررة لتقييم درجة الحرارة.

## التقنيات
طُورت مجموعة من الطرق لقياس درجة الحرارة. يعتمد معظمها على قياس بعض الخصائص الفيزيائية لمادة العمل التي تختلف باختلاف درجة الحرارة. يعد مقياس الحرارة الزجاجي أحد أكثر الأجهزة شيوعًا لقياس درجة الحرارة. يتكون هذا المقياس من أنبوب زجاجي مملوء بالزئبق أو بعض السوائل الأخرى التي تعمل كسائل عامل. تؤدي زيادة درجة الحرارة إلى تمدد السائل، فيمكن تحديد درجة الحرارة عن طريق قياس حجم السائل. عادةً ما تتم معايرة موازين الحرارة هذه بحيث يمكن قراءة درجة الحرارة ببساطة عن طريق مراقبة مستوى السائل في مقياس الحرارة. هناك نوع آخر من موازين الحرارة غير مستخدم كثيرًا في الممارسة العملية، ولكنه هام من الناحية النظرية، وهو مقياس الحرارة الغازي.
تشمل الأجهزة الهامة الأخرى لقياس درجة الحرارة ما يلي:
- المزدوجات الحرارية
- الثيرمستور
- كاشف المقاومة الحرارية
- المقياس الحراري
- مسبار لانغموار (لقياس درجة حرارة الإلكترونات في البلازما)
- مقياس الحرارة بالأشعة تحت الحمراء
- موازين الحرارة الأخرى

يجب توخي الحذر عند قياس درجة الحرارة بالتأكد من أن أداة القياس (ميزان الحرارة، المزدوج الحراري، إلخ) يملك نفس درجة حرارة المادة التي يتم قياسها. في بعض الظروف، قد تحدث الحرارة الناتجة عن أداة القياس تدرجًا في درجة الحرارة، فتختلف درجة الحرارة المقاسة عن درجة الحرارة الفعلية للنظام. في مثل هذه الحالة، ستختلف درجة الحرارة المقاسة مع درجة حرارة النظام ومع خصائص انتقال الحرارة فيه.
لا يقتصر ارتباط الارتياح الحراري الذي يعيشه كل من الإنسان والحيوان والنبات بدرجة الحرارة الموضحة على مقياس حرارة زجاجي. يمكن أن تؤدي مستويات الرطوبة النسبية في الهواء المحيط إلى زيادة أو نقصان بالتبريد تبخري. يجعل قياس درجة حرارة المصباح الرطب تأثير الرطوبة هذا طبيعيًا. يمكن أن يؤثر متوسط درجة الحرارة المشعة أيضًا على الارتياح الحراري. يجعل عامل تبريد الرياح الطقس يبدو أكثر برودة في ظل وجود الرياح أكثر من الظروف الهادئة رغم أن مقياس الحرارة الزجاجي يظهر نفس درجة الحرارة. يزيد تدفق الهواء من معدل انتقال الحرارة من الجسم أو إليه، ما يؤدي إلى تغيير أكبر في درجة حرارة الجسم ضمن درجة الحرارة المحيطة نفسها.
الأساس النظري لمقاييس الحرارة هو القانون الصفري للديناميكا الحرارية، الذي يفترض أنه إذا كان هناك ثلاثة أجسام، أ وب وج، وإذا كان الجسمان أ وب يملكان نفس درجة الحرارة، والجسمان ب وج يملكان نفس درجة الحرارة، هذا يعني أن الجسمين أ وج يملكان نفس درجة الحرارة. الجسم ب هو مقياس الحرارة.
الأساس العملي للقياس الحراري هو وجود خلايا النقطة الثلاثية. النقطة الثلاثية هي ظروف الضغط والحجم ودرجة الحرارة التي تكون فيها الحالات الثلاثة للمادة موجودة في وقت واحد، مثلًا، الحالات الصلبة والبخارية والسائلة. بالنسبة لمكون واحد، لا توجد درجات من الحرية عند نقطة ثلاثية وأي تغيير في المتغيرات الثلاثة يؤدي إلى اختفاء حالة واحدة أو أكثر من الخلية. لذلك، يمكن استخدام خلايا النقطة الثلاثية كمراجع عالمية لدرجة الحرارة والضغط.
في ظل بعض الظروف، يصبح من الممكن قياس درجة الحرارة بالاستخدام المباشر لقانون بلانك في إشعاع الجسم الأسود. مثلًا، قيست درجة حرارة إشعاع الخلفية الكونية الميكروي من طيف الفوتونات المرصد بواسطة الأقمار الصناعية مثل مسبار ويلكينسون لقياس التباين الميكروي. في دراسة بلازما كوارك-غلوونية من خلال مصادم الأيونات الثقيلة، تعمل أطياف الجسيمات المفردة أحيانًا كمقياس حرارة.